# Jimena Giménez Cacho
Jimena Giménez Cacho (Ciudad de México, 24 de julio de 1954) es una violonchelista mexicana.

## Biografía
De niña tocó el piano, el arpa jarocha, la guitarra y la flauta. Más tarde ingresó en el Conservatorio Nacional de Música, su primer maestro fue el violonchelista mexicano Leopoldo Téllez.  
En 1977 se trasladó a Francia donde estudia con los maestros Lluis Claret y Pierre Baseaux, en la Escuela Cantorum de París. En 1979 llega a Alemania donde permaneció cinco años estudiando en la Folkwang Hochschule de Essen, con los maestros Janos Starker y Maria Kliegel y en la Staatliche Hochschule für Musik en Freiburg con los maestros Christoph Henkel, Marcial Cervera y Nicolás Chumachenko. Se graduó en el Conservatorio de Madrid, España y posteriormente fue miembro de la Orquesta Ciudad de Valladolid y Sinfónica de Baleares.
Durante un año fue miembro del grupo musical de la Compañía de Teatro de Lindsay Kemp, realizando giras en Italia, Inglaterra, España y Japón.
Regresó a México en 1990 donde fue miembro de la Orquesta Filarmónica de la Ciudad de México, la Orquesta Sinfónica de Minería, el Cuarteto de Bellas Artes, la Orquesta Barroca Capella Cervantina con quien grabó “Conciertos para flauta de Vivaldi” con el flautista Horacio Franco y “Música Barroca Mexicana”. También ha colaborado con el grupo Amarillis de Inglaterra y con la Capilla Virreinal de la Nueva España grabando “Antología del Barroco Peruano” bajo la dirección de Aurelio Tello.
Ha tocado numerosos recitales de música de cámara en distintas ciudades de Europa y Estados Unidos, así como en las salas más importantes de México, y en los Festivales Internacional Cervantino de Guanajuato, Festival del Centro Histórico en la CDMX, Festival Internacional de Morelia, Festival Barroco de Zacatecas, Festival Internacional de San Luis Potosí, Festival Barroco de San Luis Potosí, Festival España en Oaxaca, Festival Internacional de Música Antigua del Centro Nacional de las Artes, Foro de Música Nueva Manuel Enríquez, Festival Bach de Tijuana entre otros.
Ha estrenado en México obras, de una veintena de compositores como H. Uribe, A. Rosas, Julián Carrillo, Nikolái Miaskovski, Erwin Schulhoff, Robert Fuchs, Kurt Weill, Enric Casals, Federico Mompou, Toshiro Mayuzumi, Ernest Bloch, Franz Liszt, Jean Sibelius, Aleksandr Glazunov y John Tavener entre otros.
Fundó en 1993 el grupo de cámara “Arion”, quinteto con piano con el que dio numerosos conciertos y formó dúo durante siete años con el pianista Dimitri Dudin
Ha profundizado en el estudio de la música barroca ejecutando obras con violonchelo barroco y estrenado obras de Pietro Gaetano Boni, Alexis Magito, Domenico Gabrielli, Francisco Caporale, Salvatore Lancetti, Carlo Graziani, Georg Philipp Telemann, Johann Christoph Friedrich Bach, Giovanni Bononcini, Giuseppe Torelli y Giovanni Battista degli Antonii, entre otros.

## Discografía
Con piano y en solo tiene grabados 6 discos distribuidos en México por Quindecim recordings.
- Música española para Violoncello y piano (1997)[5]
- El amor y la muerte (2001)[6]
- Ecos del Mundo (2002)[7]
- Nacimiento del Violoncello (2005)[8]
- 6 Quasi sonatas en cuartos de Tono de Julián Carrillo (2007)[9]
- Suites de Bach (2010)[10]